# Sciomyza propinqua
Sciomyza propinqua är en tvåvingeart som beskrevs av Thomson 1869. Sciomyza propinqua ingår i släktet Sciomyza och familjen kärrflugor. Inga underarter finns listade i Catalogue of Life.